# Rasmus Wranå
Rasmus Wranå (født 15. november 1994 i Solna), er en svensk curlingspiller. 
Han spiller nummer to i Team Edin fra Karlstad CK. 
Sammen med holdet vandt Wranå EM-guld i 2016 og 2017. Holdet repræsenterede Sverige ved Vinter-OL 2018 i Pyeongchang, hvor de sluttede på andenpladsen.
Under Vinter-OL 2022 i Beijing, vandt han guld i herrernes turnering.